# ヤワゲフウロ
ヤワゲフウロ（Geranium molle）は、フウロソウ科の越年草。ヨーロッパ原産で、世界各地で外来種（帰化植物）として定着している。

## 分布
ヨーロッパを原産地とする。
北アメリカやオーストラリア、日本に帰化している。日本では1976年に北海道室蘭市で野生化が最初に確認され、その後本州や四国の各地で定着が報告されている。

## 特徴
葉は根生葉で、5-9深裂して、さらに浅く切れ込んでいる。植物全体に軟毛を有する。春に淡紅紫色の花が咲く。

## ギャラリー

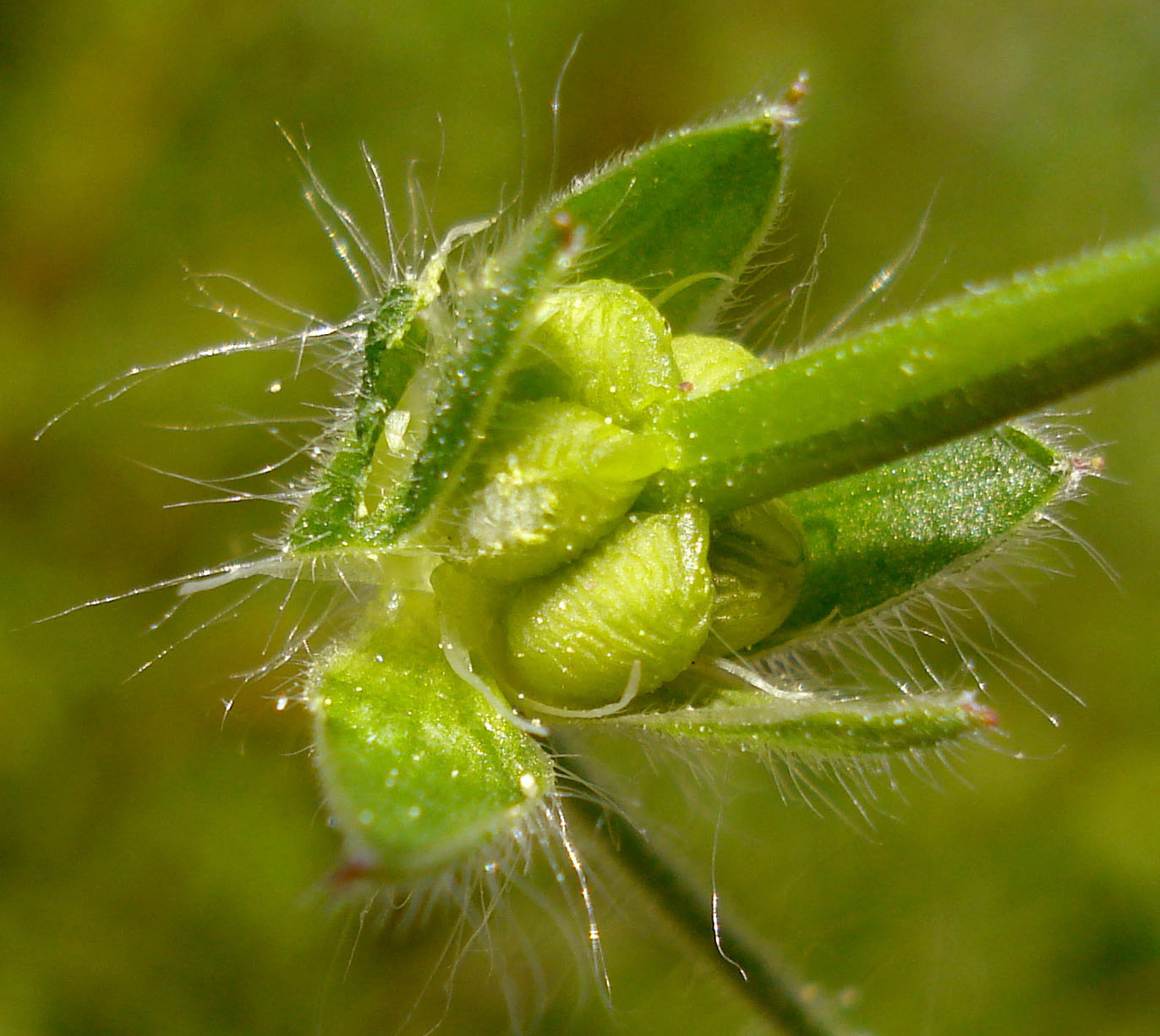
ヤワゲフウロの果実
習慣
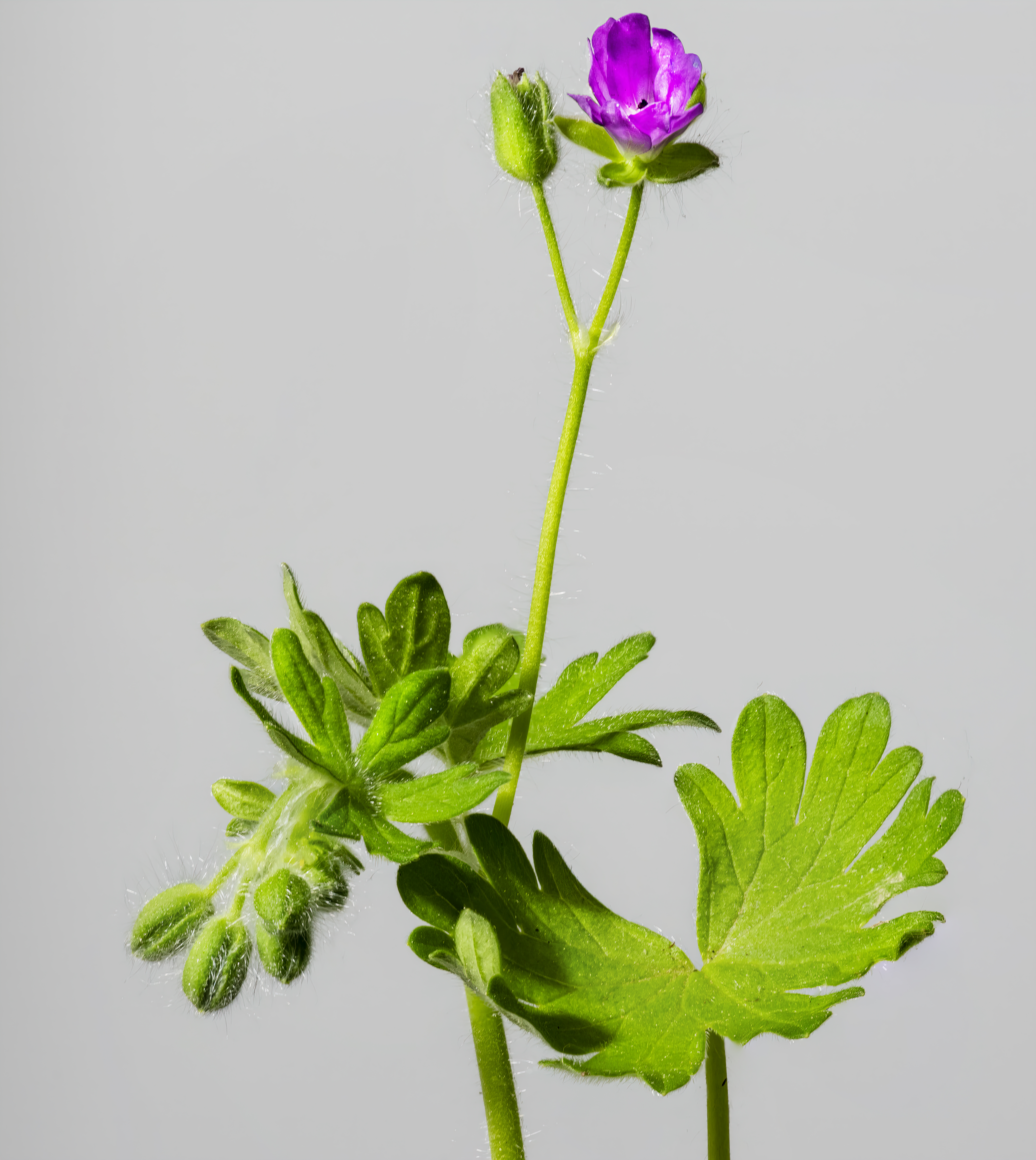
葉、つぼみ、花
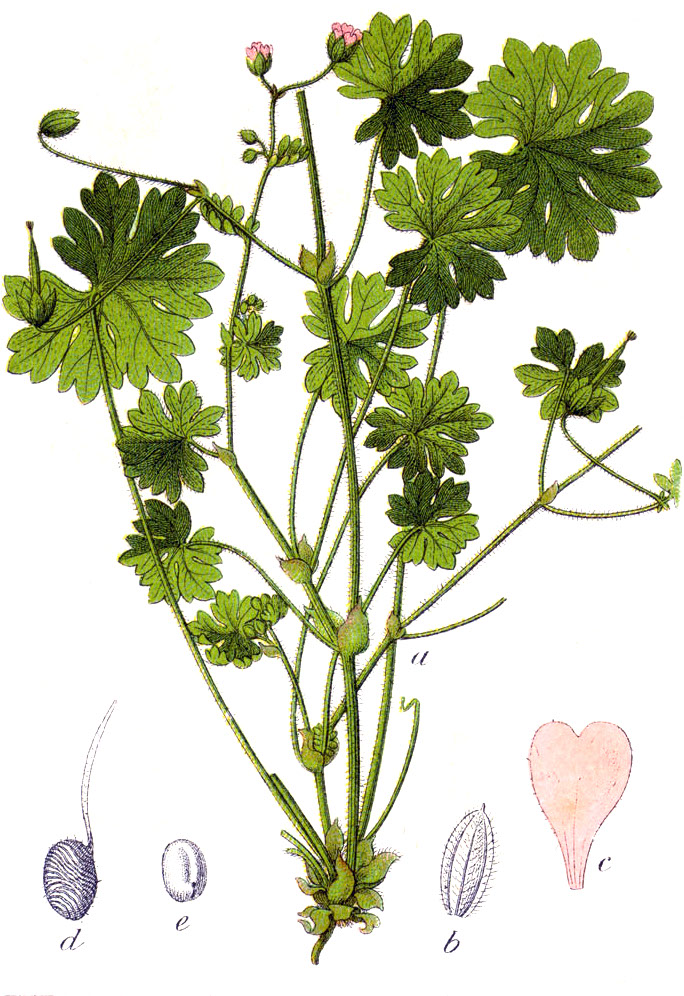
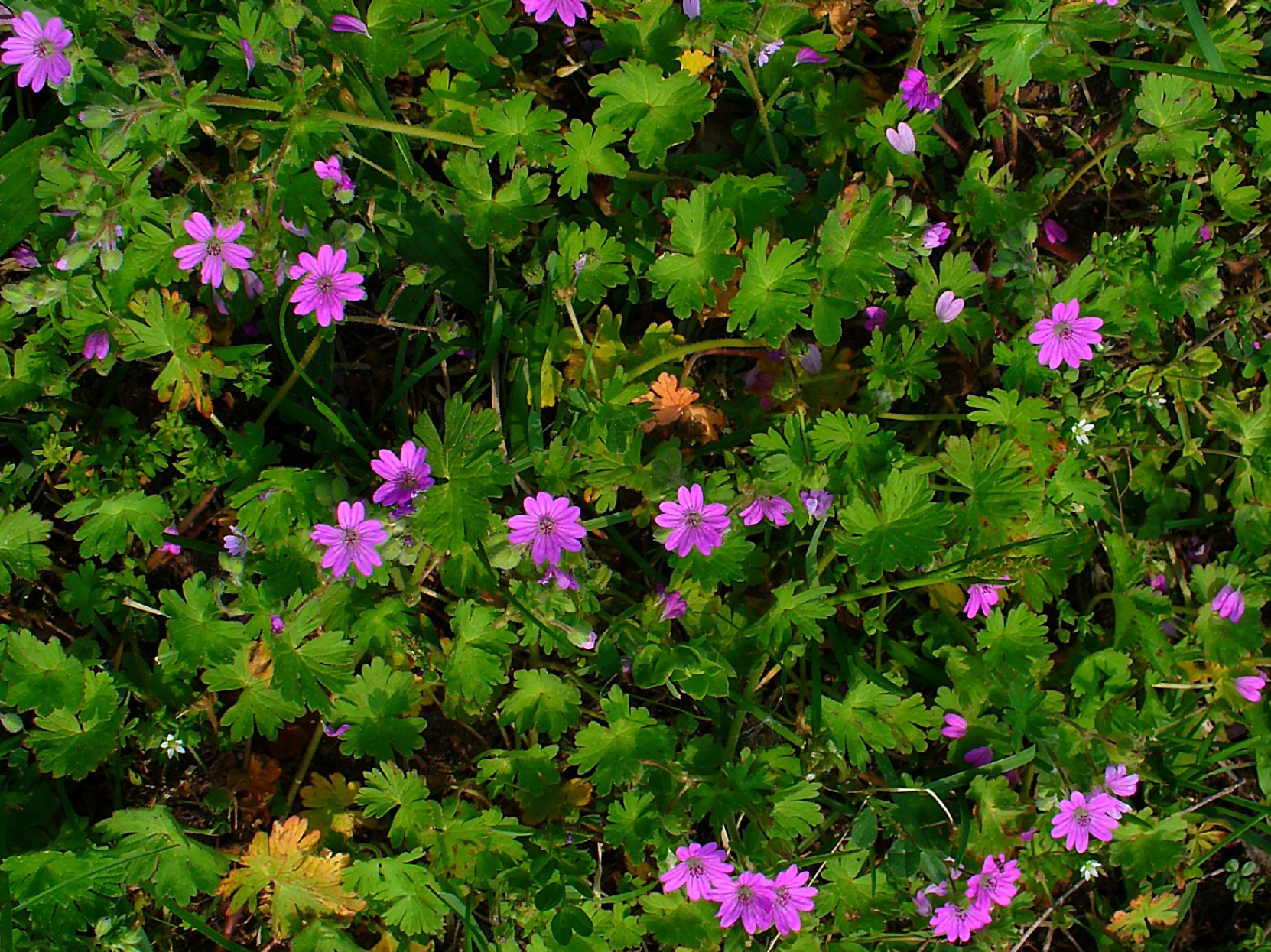